# Microula myosotidea
Microula myosotidea är en strävbladig växtart som först beskrevs av Franchet, och fick sitt nu gällande namn av Ivan Murray Johnston. Microula myosotidea ingår i släktet Microula och familjen strävbladiga växter. Inga underarter finns listade i Catalogue of Life.